# 篁墩村
篁墩村是中华人民共和国安徽省黄山市屯溪区东北郊屯光镇的一个行政村，为屯光镇驻地，距市中心4公里，人口一千一百多人。
在徽州的氏族移民迁徙和宗族社会形成过程中，篁墩村具有独特和重要的意义。

## 历史
历史上，历代为避战乱锋芒，曾有程姓、汪姓、朱姓、江姓、胡姓、方姓、吴姓等几十个姓氏家族，以篁墩作为始迁地和始祖发祥地。其中遍布各地的篁墩程氏，始祖为晋新安太守程元谭，其显祖为南朝的忠壮公程灵洗。新安朱氏则是在唐末黄巢之乱时自苏州始迁篁墩。
篁墩村号称“程朱阙里”，新安理学是程朱理学的正宗流派，这是因为程朱理学的创始人及主要贡献人程颢、程颐的籍贯，朱熹的祖籍都是徽州篁墩村，称为“洛闽溯本”。
篁墩原有程氏统宗祠、世忠庙、程朱阙里坊、程朱三夫子祠、朱家巷等大量文化古迹，统宗祠”占地二百零二步（一步等于五尺），“三夫子祠”（宗祠右）占地九十六步二分，“会祀所”（三夫子祠右）占地九十四步三分，“司匣办事处”（宗祠左）占地一百零九步；“世忠庙”占地四百六十五步。这些古迹已毁于文化大革命。
修筑皖赣铁路时，篁墩村遭到严重破坏。皖赣铁路设有篁墩站。

## 保护
篁墩拥有黄山市文物保护单位古延寿桥，位于该村水口处。
2019年，在地下发掘出程朱阙里坊石构件。2021年，程朱阙里——洛闽溯本石坊修缮工程、延寿桥、三夫子祠复建工程完工 。

2023年3月19日，篁墩村列入第六批中国传统村落名录。